# Săldăbagiu de Munte
Săldăbagiu de Munte (węg. Hegyközszáldobágy) – wieś w Rumunii, w okręgu Bihor, w gminie Paleu. W 2011 roku liczyła 773 mieszkańców.